# Oualata
Oualata (ou Walata, en arabe : ولاته) est une ville et une commune de la région (wilaya) Hodh Ech Chargui, dans le Sud-Est de la Mauritanie. Comme ceux d'Ouadane, Chinguetti et Tichitt, le ksour (village fortifié) de Oualata est inscrit sur la liste du patrimoine mondial de l'UNESCO depuis 1996.

## Histoire
Les Soninkés y ont construit l'une des plus anciennes villes du continent africain. La ville actuelle a été fondée au VIIe siècle et intégrée à l'empire du Ghana. Elle fut détruite par un empereur du nom de Yunus Ould Aroug en 1076 et restaurée en 1224, redevenant un poste commercial sur les routes du Sahara.
Oualata connut son apogée au XVe siècle, lorsque caravaniers et lettrés y faisaient étape et surnommaient rivage de l'éternité cette rivale de Tombouctou.
La ville est également connue pour son ancien fort colonial construit en 1912  pour les unités méharistes françaises sur une colline dominant le terrain. Un petit cimetière militaire français a été créé au pied de celle-ci.
Après l'indépendance de la Mauritanie, en 1977, le fort a été attaqué par des éléments du Polisario qui ont buté sur les défenseurs.
Après la tentative de coup d'État du 22 octobre 1987, il a été transformé en prison où étaient internés les prisonniers politiques noirs en Mauritanie. Le film Le Cercle des noyés de Pierre-Yves Vandeweerd s'y réfère.
Abderrahmane Sissako a tourné une bonne partie de son film Timbuktu (2014) sur le territoire de la commune.
En novembre 2018, il est occupé par le Groupement de maintien de l'ordre et de combat n°2 de la Garde nationale mauritanienne dont les quelque 80 hommes sont aux ordres d'un capitaine.
L'Union européenne envisage à cette date de financer la rénovation du fort qui pourrait accueillir le PC du Groupement nomade de la Garde.

## Patrimoine

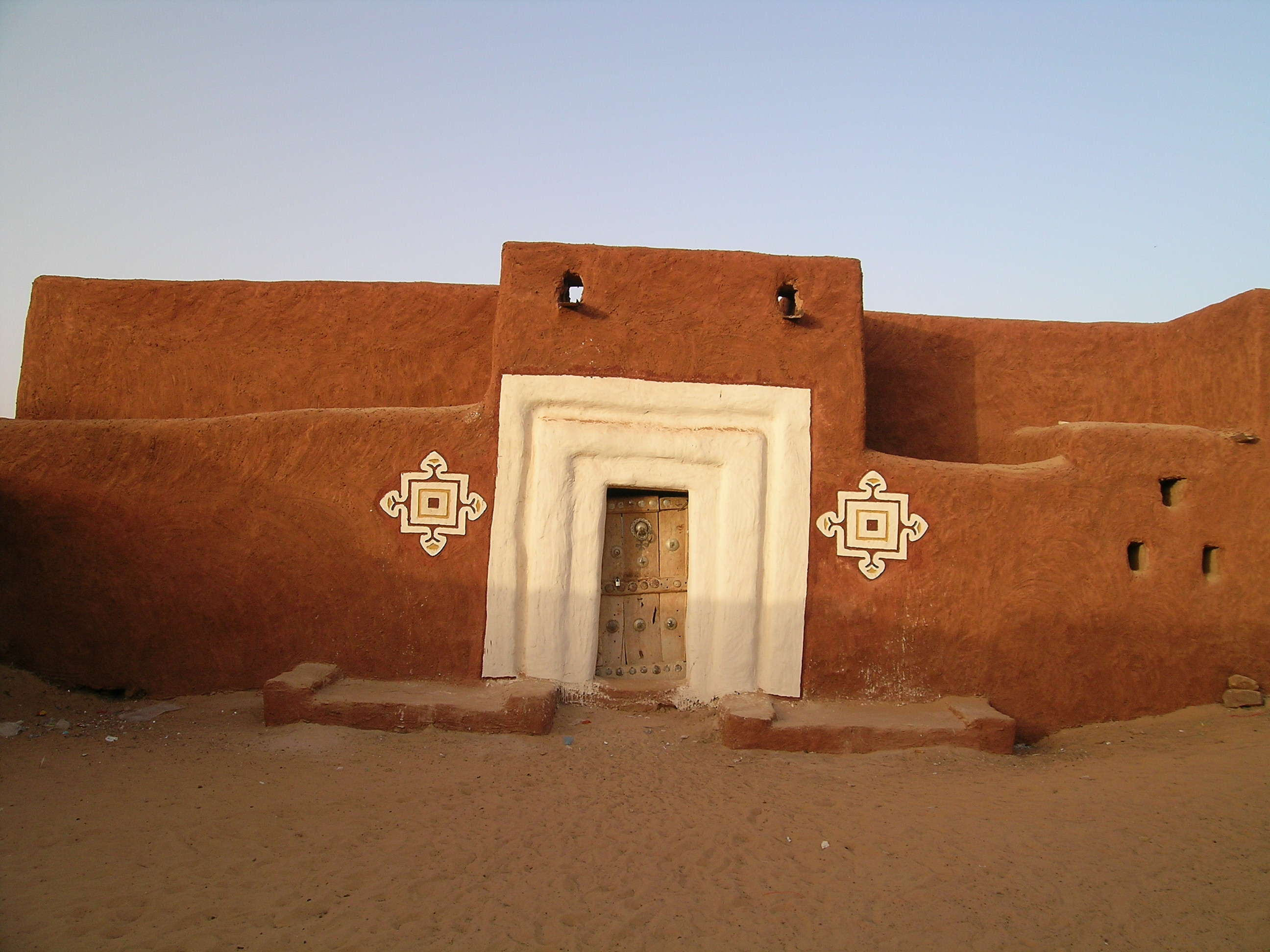
Une façade décorée.

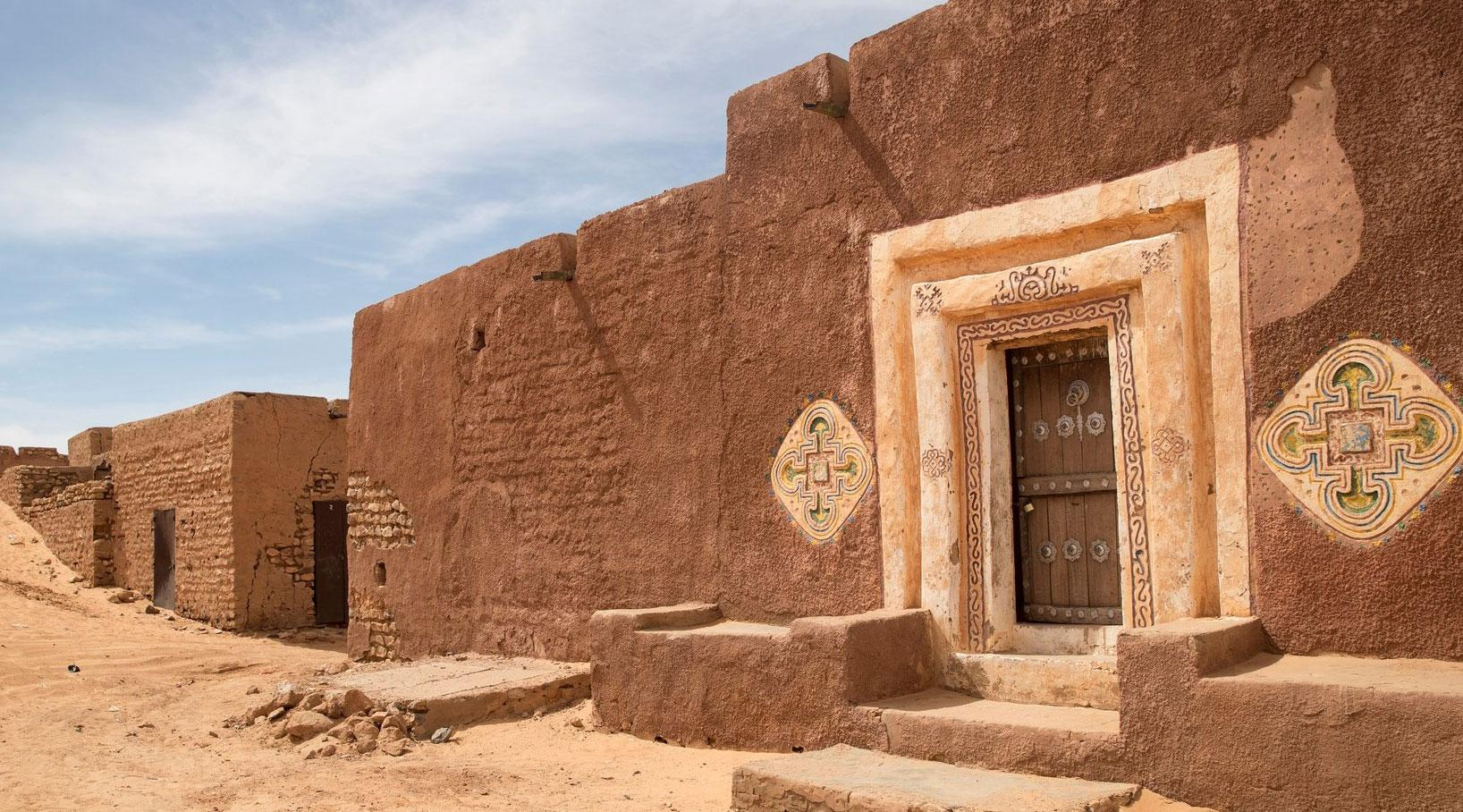
Autre maison décorée à Oualata. Février 2020.

Oualata se singularise par les façades de ses maisons qui sont richement décorées et repeintes après chaque saison des pluies.